# Jean Dausset
Jean-Baptiste-Gabriel-Joachim Dausset (Toulouse,  19. listopada, 1919. — Palma de Mallorca, 6. lipnja 2009.) bio je francuski imunolog koji je 1980.g. podijelio s Barujom Benacerrafom i Georgeom D. Snellom Nobelovu nagradu za fiziologiju ili medicinu za otkriće genetički određenih struktura na površini stanice koje reguliraju imunološku reakciju.
Dausset je dokazao postojanje H antigena kod čovjeka i rasvjetlio genetičke činioce koji upravljaju njihovim oblikovanjem.

## Rad
Njegovo je istraživanje prokrčilo put daljnjem istraživaju pravila za presađivanje organa kod čovjeka. Dausset se bavio istraživanjima autoimunoloških bolesti i jedna od njegovih meotda bila je imunološko istraživanje bolesnika koji su primili više krvnih transfuzija. Antitijela koja su nastala kod tih osoba nisu bila od značaja za autoimune bolesti, ali su bila važan pokazatelj razlike struktura stanične membrane bijelih krvnih stanica davatelja i primaoca krvi. 
Kada je počeo proučavati antitijela višerotkinja Dausset je uspio pokazati da jedan genetički sustav koji se nalazi na jednom kromosomu određuje te antigene (na membrani leukocita). Kasnije je taj sustav, nazvan HLA sustav, a geni koji ga određuju HLA geni. 
Tako je Dausset otkrio ljudski ekvivalent H gena kojeg nalazimo kod miševa (1930-ih i 1950-ih znanja o transplantacijskoj imunologiji miševa je bilo dosta i bio je poznat H sustav mišjih antigena koji utječe na uspjeh transplantacije). Kasnije je gotov kod svih vrsta organizama (gmazova, riba, ptica i sisavaca) do sada istraživanih otkiven sustav ekvivalentan H sustavu antigena miševa i HLA sustavu čovjeka.

## Vanjske poveznice
- Nobelova nagrada - životopis (engl.)